# اگبیوالکتریک
اگبیوالکتریک اولین روغن ترانسفورماتور ساخته شده از دانه‌های گیاهی است. این پروژه در برزیل توسط دانشکده آسیس گورگاکز Faculdade Assis Gurgacz توسعه یافت و در شهر کاسکاول تولید شده‌است.